# Chanum
Chanum, chonum, chanym, Hanum oder Hanım war ein Ehrentitel der Frauen in der Türkei und Persien. Die männliche Variante war Khan. Heutzutage wird das Wort als Höflichkeitsanrede für Frauen allgemein verwendet. Üblichste Anredeform für eine Frau im turksprachigen Raum ist der Vorname mit dem nachgestellten Wort „chanum“, z. B. Namina chanum, Bibi Chanum (die Lieblingsfrau Timurs), Djavidan Hanum, Leila Hanoum, Zübeyde Hanım, Halima Khanum (Halime Olcay) usw. Im heutigen Türkeitürkisch ist die Form Hanım gebräuchlich.